# Treffiagat
Treffiagat is een gemeente in het Franse departement Finistère (regio Bretagne). De plaats maakt deel uit van het arrondissement Quimper. Treffiagat telde op 1 januari 2022 2.438 inwoners.

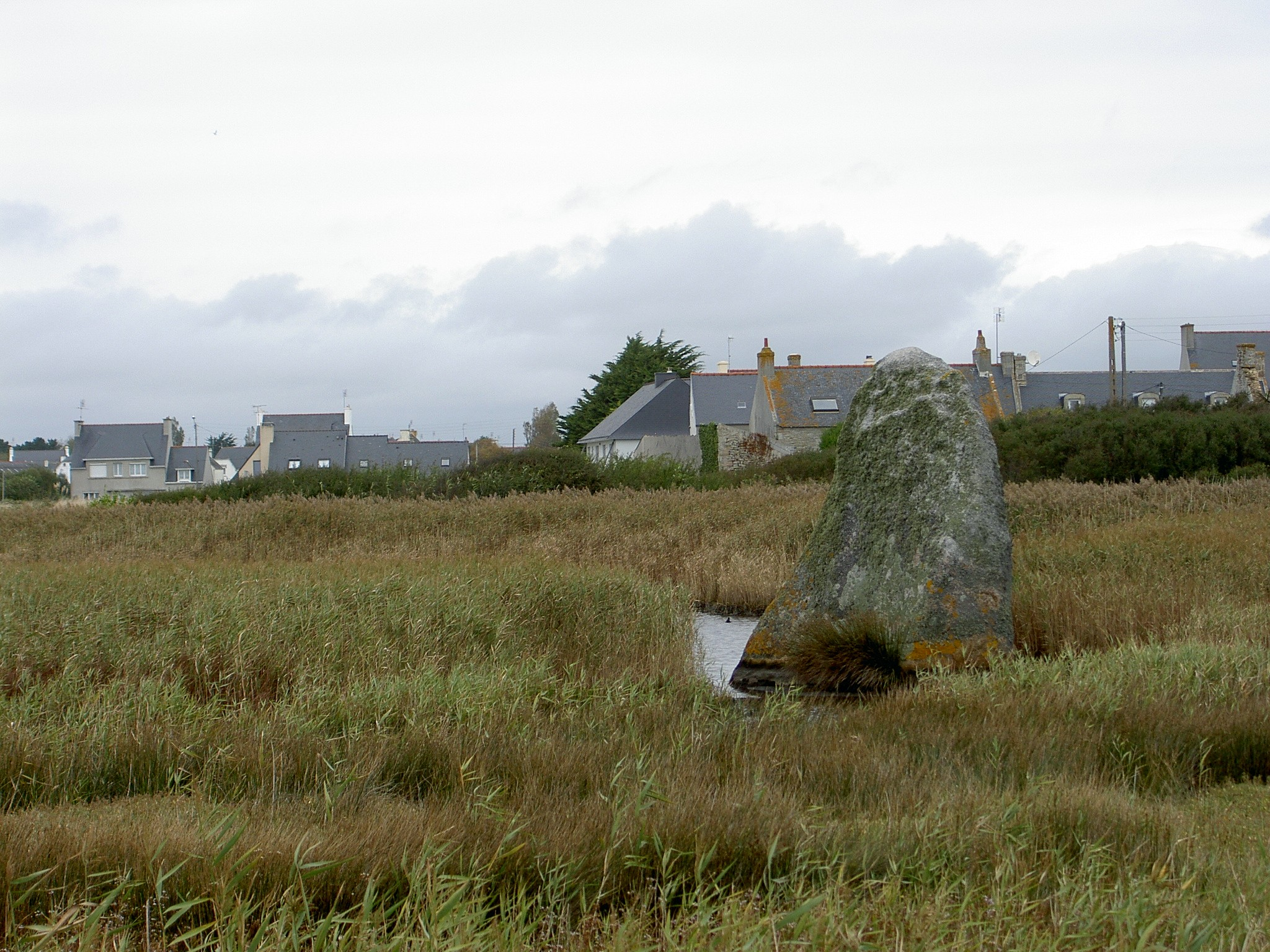
Menhir de Léhan
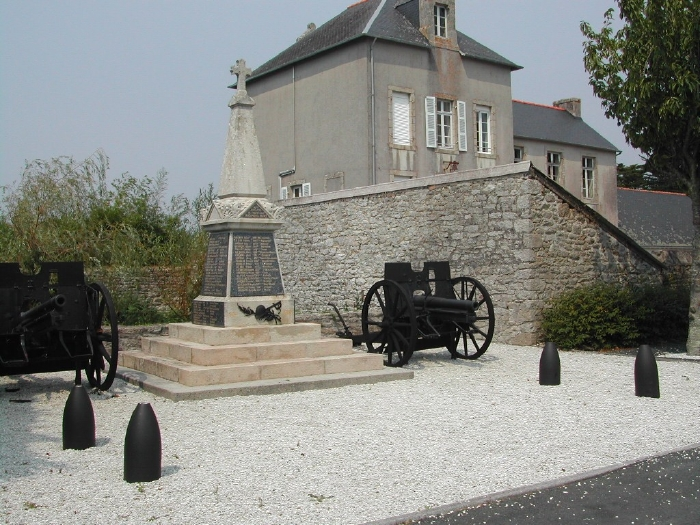
Oorlogsmonument

## Geografie
De oppervlakte van Treffiagat bedroeg op 1 januari 2022 8,1 vierkante kilometer; de bevolkingsdichtheid was toen 301 inwoners per km².

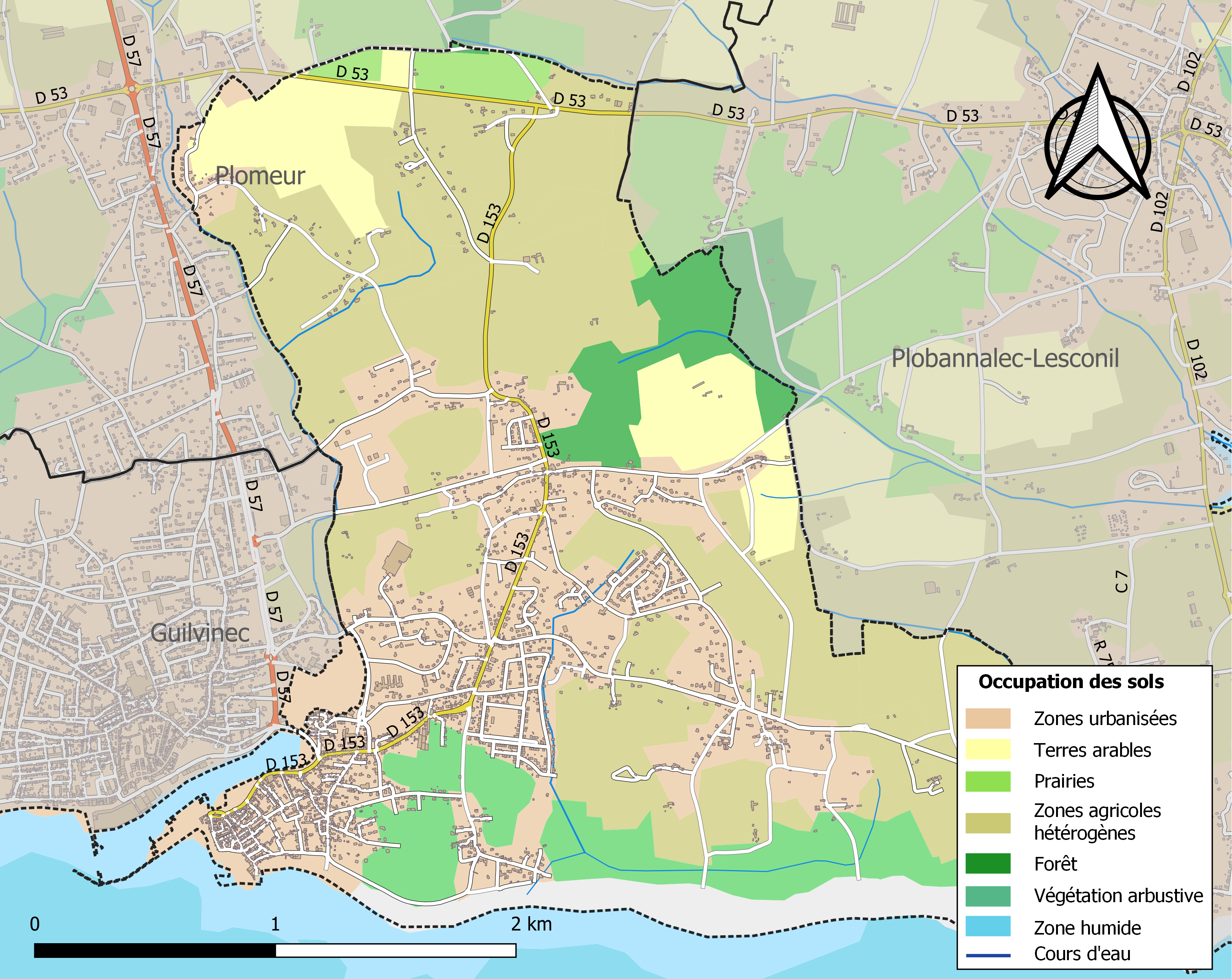
Kaart van de gemeente met belangrijkste infrastructuur, bodemgebruik en omliggende gemeenten

## Demografie
Onderstaande figuur toont het verloop van het inwonertal (bron: INSEE-tellingen).